# Deer in the Headlights
Singles de Owl City
Galaxies
(2011)
Deer in The Headlights est un single et une chanson d'Owl City. Ce single est sorti le 23 mai 2011 sur iTunes. Il est extrait de l'album All Things Bright and Beautiful sorti le 14 juin 2011.